# Poczwarówka pospolita
Poczwarówka pospolita (Pupilla muscorum) – gatunek małego, lądowego ślimaka trzonkoocznego z rodziny poczwarkowatych (Pupillidae). Występuje na półkuli północnej. W Europie stwierdzony w większości krajów. W Polsce jest jednym z najpospolitszych ślimaków. Występuje na obszarze całego kraju na siedliskach suchych i otwartych. W całym zasięgu swojego występowania ogólnie znany jest z suchych łąk i pastwisk na wapiennych podłożach.

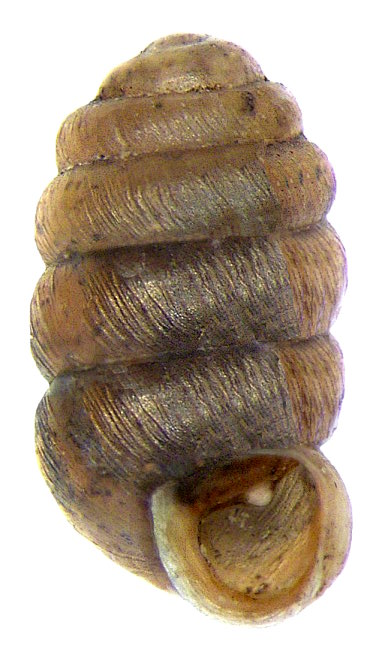
Muszla

Muszla o zabarwieniu od czerwono-brązowego do rogowo-szarego, zazwyczaj jasnobrązowa, słabo prążkowana lub gładka. Liczba skrętów: 5–6,5. Wymiary muszli: 3,0–4,0 × 1,65–1,75 mm.
Ciało ślimaka jest małe, eliptyczne, ciemne z jaśniejszymi bokami i stopą, górne czułki niezbyt długie, niższe bardzo krótkie.
Gatunek jajożyworodny. Dojrzewa płciowo w 3. roku życia. Rozmnażanie odbywa się tylko w jednym sezonie. Embriony, w liczbie do 8 sztuk, uwalniane są stopniowo, głównie w okresie od czerwca do sierpnia.